# Кожевня
Коже́вня — селище Сніжнянської міської громади Горлівського району Донецької області, Україна. Населення становить 42 особи.

## Географія
Селом тече річка Дубровка.

## Загальні відомості
Відстань до райцентру становить близько 53 км і проходить переважно автошляхом Н21.
Землі села межують із територією Куйбишевського району Ростовської області Росії
22 липня 2014-го у бою під Кожевнею загинув (вважався зниклим безвісти) солдат 28-ї бригади Олександр Котюжинський. Унаслідок російської військової агресії із серпня 2014 р. Кожевня перебуває на території ОРДЛО.

## Населення
За даними перепису 2001 року населення селища становило 42 особи, з них 90,48 % зазначили рідною українську мову, 7,14 % — російську, а 2,38 % — іншу.

## Війна на сході України
25 січня 2016 року номінальний ватажок російських терористів Олександр Захарченко на виступі перед студентами Донецької національної академії будівництва і архітектури в окупованому Донецьку зізнався, що російські бойовики вщент спалили село Кожевня під час однієї з наступальних операцій. Згодом російські терористи поширили в інтернеті відеохроніку штурму села влітку 2014 року. Названа ними мета — захоплення ділянки державного кордону з Росією задля забезпечення безперешкодного постачання військової техніки та боєприпасів.
За словами журналіста Дениса Казанського, з оприлюдненого відео випливає, що село було знищене збройним формуванням ДРГ «Рязань», яке складається переважно із найманців із Росії. Наступ бойовиків розпочався 22 липня 2014 року. Окремих учасників цього наступу спіткала непроста доля: російський журналіст Андрій Стенін, який вів відеозйомку, згорів у власній машині через місяць, ДРГ «Рязань» зазнала важких втрат у липні 2015 року в боях за Мар'їнку, командир формування Едуард Гілазов загинув за загадкових обставин у серпні 2015 року.